# Ildefonso Borges
Ildefonso Borges (Santa Cruz da Graciosa, 14 de Outubro de 1864 —  Lisboa, 1940) foi um médico veterinário e agrónomo, formado no antigo Instituto de Agronomia e Veterinária de Lisboa. Foi professor catedrático de Higiene e Parasitologia Animal, tendo-se distinguido no campo do estudo dos tripanosomas, deixando valiosa obra científica sobre os parasitas dos bovinos e equinos. Pertence ao grupo dos pioneiros no moderno controlo das doenças parasitárias e infecto-contagiosas dos animais e da defesa da saúde pública.

## Biografia
Nasceu na ilha Graciosa, filho de Ildefonso Borges da Costa, da ilha Terceira, e de Maria Bárbara de Melo e Mendonça, graciosense.
Após ter concluído os estudos secundários no Liceu Nacional de Angra do Heroísmo seguiu para Lisboa onde se diplomou no Instituto de Agronomia e Veterinária, em 1889, com os cursos de Medicina Veterinária e de Agronomia. Durante os seus estudos foi chefe de serviço e repetidor do Instituto onde estudava e fiscal sanitário da Câmara Municipal de Lisboa.
Foi funcionário da Direcção-Geral dos Serviços Agrícolas, director interino da Estação Zootécnica Nacional e facultativo do Hospital Veterinário.
Em 1895 decidiu ingressar como docente no Instituto de Agronomia e Veterinária, mas logo no ano seguinte regressou aos Açores para colaborar com João Maria Leite Pacheco no controlo das epizootias que impediam o desenvolvimento da bovinicultura no concelho da Praia da Vitória.
Em 1897 regressou a Lisboa por ter sido nomeado pelo Ministério da Marinha e Ultramar para prestar serviço no gabinete do Ministro, que então era Henrique de Barros Gomes. 
Em 1899 foi requisitado pela Junta Geral de Angra do Heroísmo para exercer as funções de veterinário distrital e depois para ocupar o lugar de intendente de pecuária em Angra do Heroísmo, funções que exerceu até 1906.
Voltou a Lisboa e em 1909 concorreu a um lugar de assistente do Instituto Bacteriológico de Câmara Pestana, sendo nomeado naquele ano após concurso com provas públicas. No Instituto Câmara Pestana revelou-se um investigador de grande craveira, reconhecido a nível nacional e internacional. Publicou valiosos trabalhos, em nome individual ou em colaboração com outros cientistas, entre os quais o médico terceirense Aníbal de Bettencourt.
Especializou-se e ganhou renome nacional e internacional como parasitologista. Entre as áreas em que foi pioneiro está a classificação dos tripanossomas dos animais, recolhidos em Angola.
Juntamente com Aníbal Bettencourt e Carlos França propôs, em 1903, a criação d género Theileria, em homenagem ao investigador sul-africano Sir Arnold Theiler. 
O Conselho Escolar da Escola Superior de Medicina Veterinária, nomeou–o em 1912, com dispensa de quaisquer outras formalidades, Professor Catedrático das cadeiras de Parasitologia e Patologia Exótica, cargo que desempenhou até 1936, quando foi atingido pelo limite de idade.
Ao longo da sua extensa carreira de quarenta e dois anos, recebeu várias distinções e criou uma escola de parasitologistas que continuaram a obra do mestre.